# Jerzy Iwanow-Szajnowicz

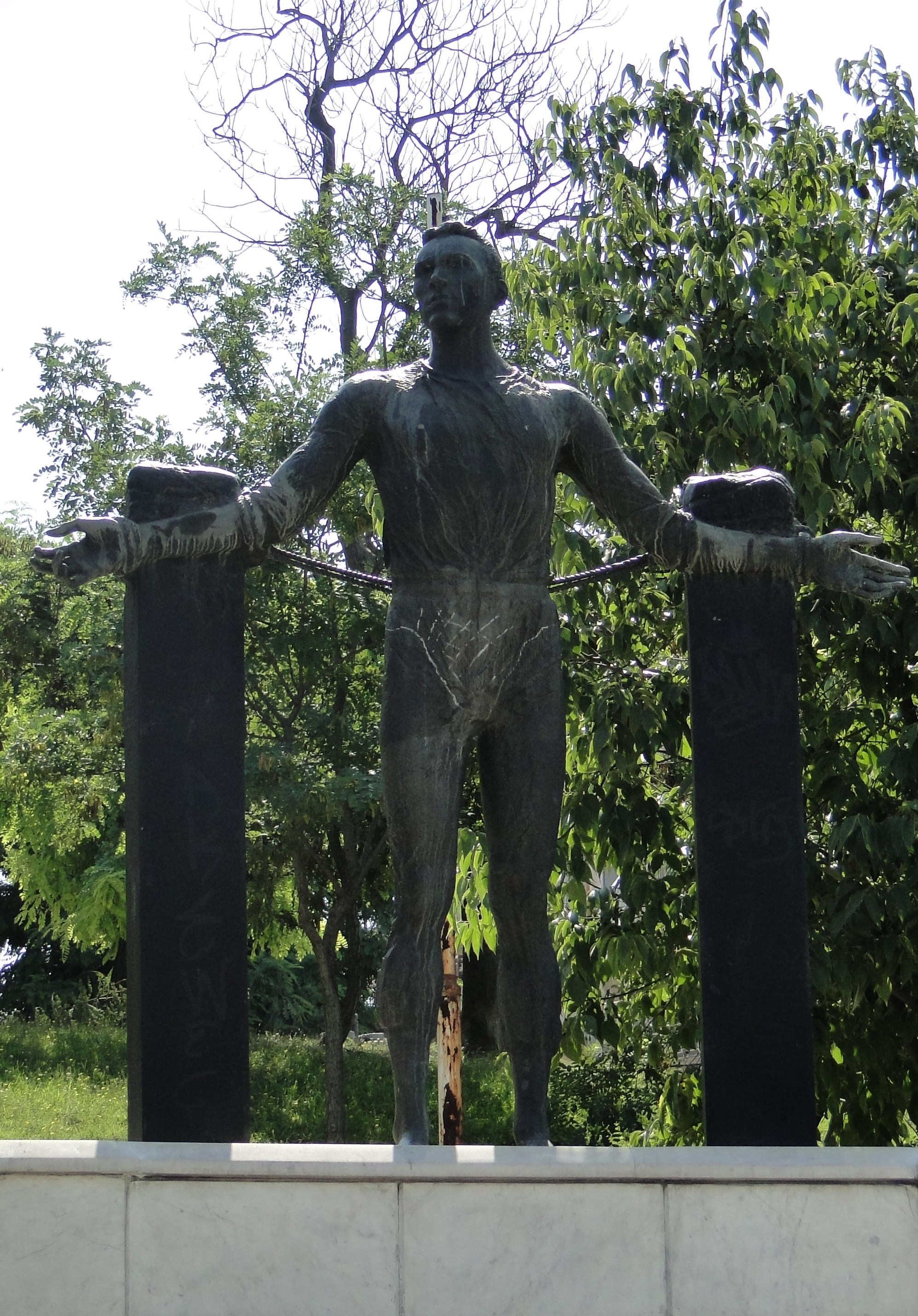
Statue von Jerzy Iwanow-Szajnowicz in Thessaloniki

Jerzy Iwanow-Szajnowicz (griechisch Γεώργιος Ιβάνωφ-Σαϊνόβιτ, auch Georgios Ivanof-Sainovits; 14. Dezember 1911 in Warschau – 4. Januar 1943 in Athen) war ein polnisch-griechischer Agraringenieur, Wassersportler und Widerstandskämpfer gegen den Nationalsozialismus. Er wurde dreimal von Repräsentanten des NS-Regimes verhaftet, dreifach zum Tode verurteilt und am Schießstand von Kesariani erschossen.

## Leben
Seine Eltern waren ein russischer Offizier, Graf Vladimir Iwanow, und dessen polnische Ehefrau, Leonarda Szajnowicz. Die Ehe scheiterte kurz nach der Geburt von Jerzy. Die Mutter heiratete nach der Scheidung erneut, der zweite Ehemann war ein Grieche, Ioannis „Giannis“ Lambrinidis. In Polen besuchte er eine katholische Schule der Marianer. 1926 (möglw. bereits im Jahre 1925) übersiedelte er zu seiner Mutter und dem Stiefvater nach Thessaloniki, wo er im französischsprachigen Lyzeum eingeschrieben wurde. Er wurde kosmopolitisch aufgezogen und sprach mehrere Sprachen, blieb aber stets seiner polnischen Heimat verbunden und kehrte immer wieder in das Land zurück. Nach dem Abitur ging er nach Belgien und begann ein diplomatisches Studium an der Université catholique von Louvain-la-Neuve. Nach einem Jahr wechselte er die Studienrichtung und entschied sich für Agrarwissenschaft. Schwerpunkt des Studiums war die koloniale Landwirtschaft. Nach dem Abschluss seiner Studien wollte er in den Kongo gehen, damals eine Kolonie Belgiens. 1938 schloss er sein Studium in Louvain-la-Neuve ab und kehrte nach Griechenland zurück. Die Kongo-Pläne gab er auf und ging stattdessen für ein postgraduales Studium an der École nationale supérieure d’agriculture coloniale (ENSAC) nach Paris. Im folgenden Jahr erhielt er sein Ingenieursdiplom als Agraringenieur.
Seine große Leidenschaft galt seit seiner Jugend dem Sport. Er betätigte sich in mehreren Sportarten. In Thessaloniki schloss er sich dem Wassersportclub Iraklis Thessaloniki an. Von 1931 bis 1935 nahm er an verschiedenen panhellenischen Schwimmwettbewerben teil. 1934 wurde er griechischer Meister über 100 Meter Freistil. Nach Erlangung der polnischen Staatsbürgerschaft im Jahre 1935 wurde er während eines Aufenthalts in Warschau Mitglied des Akademicki Związek Sportowy (AZS), des Akademischen Sportverbands von Warschau, und wurde einer der „besten Wasser-Polo-Spieler Polens“. 1937 gewann sein Team die polnische Meisterschaft. Als Spieler der Nationalmannschaft vertrat er Polen wiederholt bei Wettbewerben im Ausland. 1938 wurde er als bester polnischer Wasserballer ausgezeichnet.
Nach dem Überfall auf Polen und dem Ausbruch des Zweiten Weltkrieges im September 1939 arbeitete er zuerst in der polnischen Militärmission von Thessaloniki. Er half polnischen Soldaten, die aus rumänischen und ungarischen Lagern nach Griechenland geflüchtet waren. 1940 schloss er sich dem polnischen Geheimdienst an. Nach dem Überfall der Achsenmächte auf Griechenland flüchtete er in den Nahen Osten, wo er von polnischen Exilkämpfern für Sabotageaktionen ausgebildet wurde. Zwei Monate lang gehörte er der Polnischen Exilarmee an. Am 10. Oktober 1941 kehrte er als Untergrundkämpfer auf einem britischen U-Boot nach Griechenland zurück. Er wurde nahe Nea Makri in Ostattika abgesetzt. Sein Codename war 033 B. Danach betätigte er sich in Zusammenarbeit mit Partisanen der EDES in den Bereichen Spionage und Sabotage. Er leitete eine Reihe von spektakulären Aktionen und arbeitete mit Lela Karagianni zusammen.
Iwanow-Szajnowicz, auf den ein Kopfgeld von 500.000 Drachmen in Gold ausgesetzt war, wurde dreimal von den Achsenmächten verhaftet, zweimal konnte er entkommen. Am 8. September 1942 wurde er verhaftet. Vor Gericht deklarierte er sich als polnischer Staatsbürger und britischer Agent, der für sein Heimatland kämpfe. Die nationalsozialistischen Besatzer beschuldigten ihn des Besitzes von Waffen und Sendern, der Spionage und der Sabotage. Am 2. Dezember 1942 wurde er zu einer dreifachen Todesstrafe verurteilt. Auf dem Weg zur Exekution unternahm er am 4. Januar 1943 einen erneuten Fluchtversuch, obwohl er mit Handschellen gefesselt war. Er wurde jedoch gefasst, misshandelt und sofort danach hingerichtet. Seine letzten Worte sollen gewesen sein: „Es lebe Polen, es lebe Griechenland.“

## Auszeichnungen
- Harold Alexander, Kommandeur der britischen Armee und Feldmarschall im Zweiten Weltkrieg, übermittelte seiner Mutter am 5. Dezember 1944 ein Diplom des Dankes für seine militärischen Leistungen.
- Am 30. März 1945 ehrte ihn die polnische Exilregierung mit dem Virtuti-Militari-Kreuz, dem höchsten polnischen Militärverdienstorden.
- Am 5. März 1962 wurde er von der britischen Regierung für seinen Dienst innerhalb der polnischen Exilarmee ausgezeichnet.
- Am 25. Mai 1976 wurde ihm die höchste griechische Auszeichnung für Tapferkeit verliehen, das Ehrenkreuz in Gold.

## Gedenken

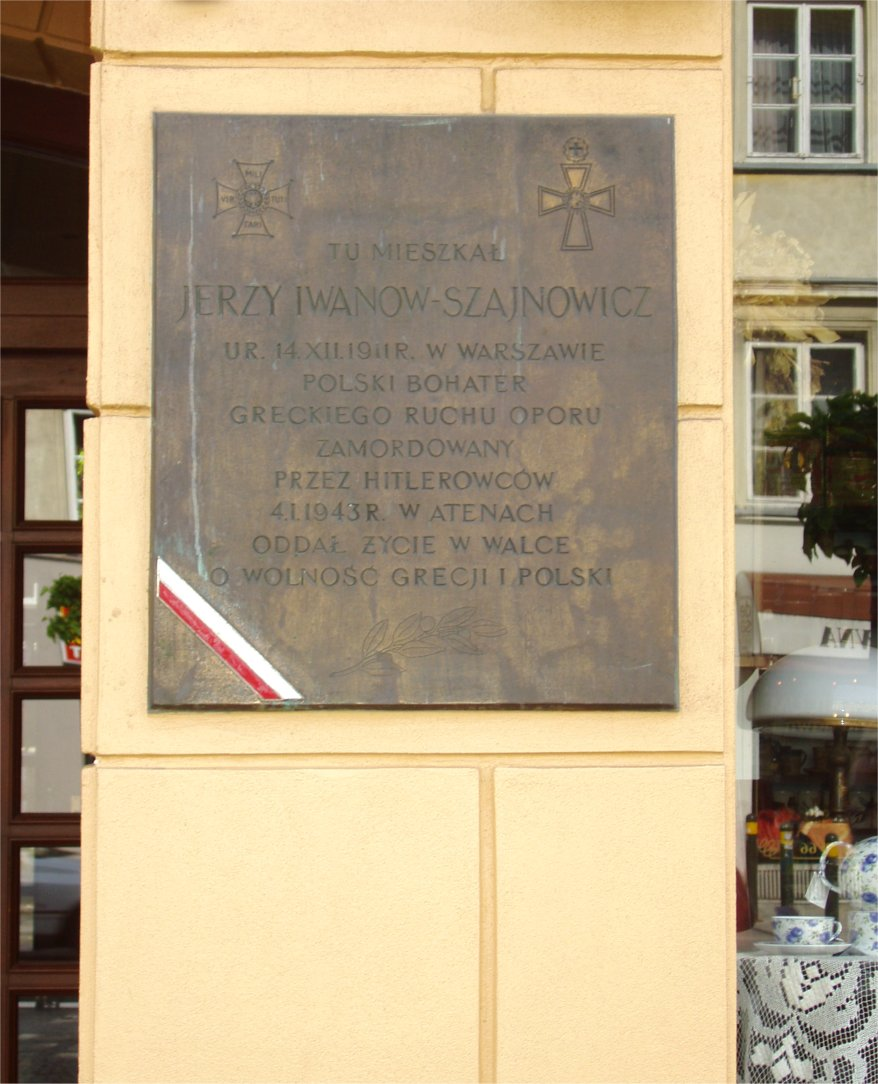
Gedenktafel in Warschau

- Seit 1953 trägt ein Schwimmwettbewerb, die Ivanofeia, seinen Namen. Sein früherer Club Iraklis Thessaloniki gab diesen Namen auch einer Basketball-Arena. Ein Volleyballturnier trägt den Namen Jerzy Iwanow-Szajnowicz.
- 1959 verfasste der polnische Schriftsteller Stanisław Strumph-Wojtkiewicz eine biographische Erzählung über sein Leben. Sie trug den Titel Agent Nr. 1 und wurde 1971 von Zbigniew Kuźmiński verfilmt. Buch und Film konzentrierten sich auf die Spionage- und Sabotagetätigkeit von Iwanow-Szajnowicz in Griechenland. Er wurde als ein James Bond von Polen charakterisiert. Hauptdarsteller des Films war Karol Strasburger.[2]
- In Thessaloniki erinnert seit 1985 eine Statue an den Helden des griechischen Widerstands. Sie steht auf einer Grünfläche an der Lagadastraße und wurde vom polnischen Staat finanziert. Neben der Bronzestatue, die Iwanow-Szajnowicz mit gebundenen Unterarmen zeigt, sind zwei Gedenktafeln angebracht, eine in griechischer Sprache, die andere in polnischer.[5]
- In Warschau wurden zwei Gedenktafeln angebracht, eine vor seinem früheren Wohnhaus, eine weitere in der Kirche St. Aleksandra.
- 2021 polnische 8 Zloty Briefmarke mit Bild und Unterschrift